# Audes
Audes est une commune française, située dans le département de l'Allier en région Auvergne-Rhône-Alpes.

## Géographie
La commune d'Audes est située sur la rive gauche du Cher. Le canal du Berry, qui longe le Cher en rive gauche, passe sur le territoire de la commune. Elle dispose de la gare de Magnette sur la ligne de Bourges à Miécaze.
Audes se trouve à 19 km au nord de Montluçon et 323 km au sud de Paris.
Du point de vue linguistique, Audes se situe dans une région qui se nomme le Croissant.

### Climat
Pour des articles plus généraux, voir Climat d'Auvergne-Rhône-Alpes et Climat de l'Allier.
En 2010, le climat de la commune est de type climat océanique dégradé des plaines du Centre et du Nord, selon une étude du CNRS s'appuyant sur une série de données couvrant la période 1971-2000. En 2020, Météo-France publie une typologie des climats de la France métropolitaine dans laquelle la commune est dans une zone de transition entre le climat océanique altéré et le climat de montagne ou de marges de montagne et est dans la région climatique Ouest et nord-ouest du Massif Central, caractérisée par une pluviométrie annuelle de 900 à 1 500 mm, maximale en automne et en hiver.
Pour la période 1971-2000, la température annuelle moyenne est de 11,1 °C, avec une amplitude thermique annuelle de 15,3 °C. Le cumul annuel moyen de précipitations est de 765 mm, avec 10,3 jours de précipitations en janvier et 7,2 jours en juillet. Pour la période 1991-2020, la température moyenne annuelle observée sur la station météorologique de Météo-France la plus proche, sur la commune de Montluçon à 14 km à vol d'oiseau, est de 12,0 °C et le cumul annuel moyen de précipitations est de 637,1 mm,. Pour l'avenir, les paramètres climatiques de la commune estimés pour 2050 selon différents scénarios d'émission de gaz à effet de serre sont consultables sur un site dédié publié par Météo-France en novembre 2022.

## Urbanisme

### Typologie
Au 1er janvier 2024, Audes est catégorisée commune rurale à habitat dispersé, selon la nouvelle grille communale de densité à 7 niveaux définie par l'Insee en 2022.
Elle est située hors unité urbaine. Par ailleurs la commune fait partie de l'aire d'attraction de Montluçon, dont elle est une commune de la couronne,. Cette aire, qui regroupe 58 communes, est catégorisée dans les aires de 50 000 à moins de 200 000 habitants,.

### Occupation des sols

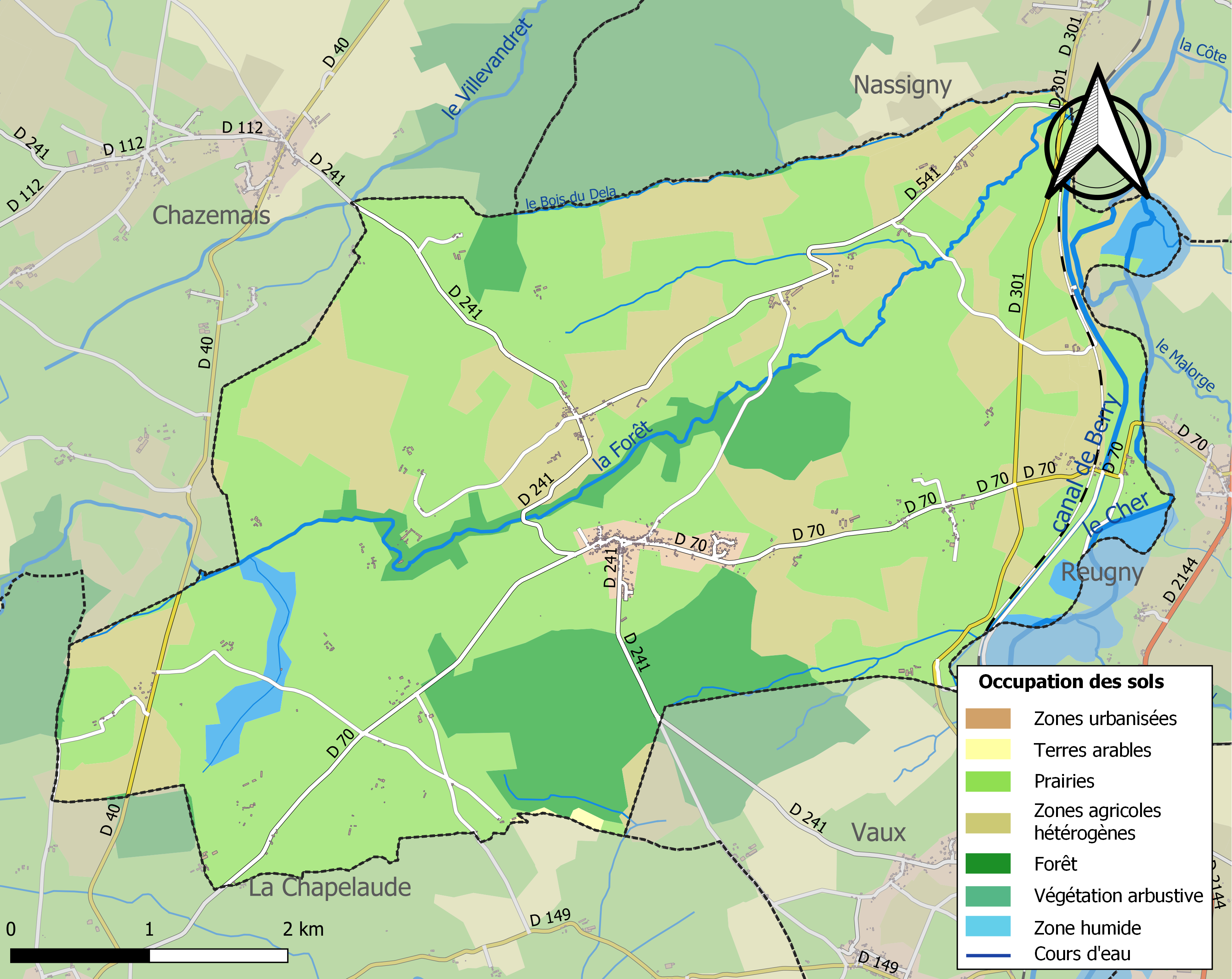
Carte des infrastructures et de l'occupation des sols de la commune en 2018 (CLC).

L'occupation des sols de la commune, telle qu'elle ressort de la base de données européenne d’occupation biophysique des sols Corine Land Cover (CLC), est marquée par l'importance des territoires agricoles (83 % en 2018), une proportion sensiblement équivalente à celle de 1990 (83,1 %). La répartition détaillée en 2018 est la suivante : 
prairies (58,2 %), zones agricoles hétérogènes (24,7 %), forêts (13 %), eaux continentales (2,7 %), zones urbanisées (1,2 %), terres arables (0,1 %).
L'IGN met par ailleurs à disposition un outil en ligne permettant de comparer l’évolution dans le temps de l’occupation des sols de la commune (ou de territoires à des échelles différentes). Plusieurs époques sont accessibles sous forme de cartes ou photos aériennes : la carte de Cassini (XVIIIe siècle), la carte d'état-major (1820-1866) et la période actuelle (1950 à aujourd'hui).

## Histoire
En 1787, Audes s'écrivait Haudes (testament mural de Claude Gabriel Douet de Vichy présent dans l'église).
La commune d'Audes résulte de la fusion, en 1826, des anciennes communes d'Audes et de Preuille.
Preuille est un village situé au nord de la commune actuelle. Cette ancienne paroisse est attestée dès l'époque mérovingienne. Le village et le château sont établis sur une position dominant le ruisseau de la Forêt, qui coule du sud-ouest vers le nord-est en direction du Cher. Il reste une trace circulaire qui pourrait correspondre à une motte castrale.

## Politique et administration

### Découpage territorial
La commune d'Audes est membre de la communauté de communes du Val de Cher, un établissement public de coopération intercommunale (EPCI) à fiscalité propre créé le 3 février 2000 dont le siège est à Audes. Ce dernier est par ailleurs membre d'autres groupements intercommunaux.
Sur le plan administratif, elle est rattachée à l'arrondissement de Montluçon, au département de l'Allier et à la région Auvergne-Rhône-Alpes. Sur le plan électoral, elle dépend du  canton d'Huriel pour l'élection des conseillers départementaux, depuis le redécoupage cantonal de 2014 entré en vigueur en 2015, et de la deuxième circonscription de l'Allier  pour les élections législatives, depuis le dernier découpage électoral de 2010.

### Administration municipale
| Période                                  | Période                     | Identité        | Étiquette | Qualité                                                  |
| ---------------------------------------- | --------------------------- | --------------- | --------- | -------------------------------------------------------- |
| Les données manquantes sont à compléter. |                             |                 |           |                                                          |
| 1971                                     | 1977                        | Jean Durin      | DVD       | Ingénieur                                                |
| 1977                                     | 1995                        | Robert Boulade  |           |                                                          |
| 1995                                     | 1998                        | Jean Durin      | DVD       | Ingénieur                                                |
| 1998                                     | mai 2020                    | Serge Boulade   | PS        | Agriculteur, député suppléant de Jean Mallot (2007-2012) |
| mai 2020                                 | En cours (au 18 avril 2021) | Michel Cheymol, |           | Retraité de la Poste                                     |

## Équipements et services publics

### Enseignement
Audes dépend de l'académie de Clermont-Ferrand. Elle gère une école primaire publique,.
La commune fait partie d'un regroupement pédagogique intercommunal avec les communes de Chazemais et Saint-Désiré.
Les élèves poursuivent leur scolarité au collège de Vallon-en-Sully puis dans les lycées de Montluçon (Paul-Constans ou Madame-de-Staël).

## Population et société

### Démographie
Les habitants sont nommés les Audois,

L'évolution du nombre d'habitants est connue à travers les recensements de la population effectués dans la commune depuis 1793. Pour les communes de moins de 10 000 habitants, une enquête de recensement portant sur toute la population est réalisée tous les cinq ans, les populations de référence des années intermédiaires étant quant à elles estimées par interpolation ou extrapolation. Pour la commune, le premier recensement exhaustif entrant dans le cadre du nouveau dispositif a été réalisé en 2006.

En 2022, la commune comptait 408 habitants, en évolution de −6,64 % par rapport à 2016 (Allier : −1,38 %, France hors Mayotte : +2,11 %).
| 1793 | 1800 | 1806 | 1821 | 1831 | 1836 | 1841 | 1846 | 1851 |
| ---- | ---- | ---- | ---- | ---- | ---- | ---- | ---- | ---- |
| 502  | 403  | 539  | 456  | 732  | 775  | 732  | 736  | 735  |

| 1856 | 1861 | 1866 | 1872 | 1876 | 1881 | 1886 | 1891 | 1896 |
| ---- | ---- | ---- | ---- | ---- | ---- | ---- | ---- | ---- |
| 753  | 759  | 802  | 807  | 800  | 952  | 889  | 895  | 892  |

| 1901 | 1906 | 1911 | 1921 | 1926 | 1931 | 1936 | 1946 | 1954 |
| ---- | ---- | ---- | ---- | ---- | ---- | ---- | ---- | ---- |
| 825  | 840  | 822  | 690  | 686  | 645  | 560  | 520  | 564  |

| 1962 | 1968 | 1975 | 1982 | 1990 | 1999 | 2006 | 2011 | 2016 |
| ---- | ---- | ---- | ---- | ---- | ---- | ---- | ---- | ---- |
| 538  | 476  | 409  | 470  | 461  | 451  | 446  | 446  | 437  |

| 2021 | 2022 | - | - | - | - | - | - | - |
| ---- | ---- | - | - | - | - | - | - | - |
| 413  | 408  | - | - | - | - | - | - | - |

### Sports
Entente sportive Audes Chazemais.

## Culture locale et patrimoine

### Lieux et monuments
- Château de la Crête avec chapelle du XIVe siècle.
- Château de Preuille (XIXe siècle, néo-renaissance). Le corps de logis rectangulaire à cinq travées, flanqué de deux tourelles d'angles coiffées d'une toiture conique, présente deux niveaux plus un niveau de comble éclairé par de hautes lucarnes. Un escalier monumental donne accès au rez-de-chaussée surélevé[28].
- Église Saint-Denis du XIXe siècle possédant de très beaux vitraux et certaines œuvres : 
  - Le Saint Hubert : statue de procession, en bois polychrome recouvert à la feuille d'or (XVIIIe siècle) ;
  - Notre-Dame du Rosaire : ce tableau de la première moitié du XVIIe siècle rappelle la bataille navale contre les Turcs à Lépante (Ce tableau a été retiré inexplicablement) ;
  - L'Adoration des bergers.
  - Cloche datant de 1587, offerte par François de Beaucaire de Péguillon ; elle porte une inscription en caractères gothiques. Classée MH.
- Chapelle Saint-Marien, consacrée au culte orthodoxe, ouverte en 2011[29].
- Le canal de Berry, au bord duquel se trouve, au village de Magnette, le musée du canal de Berry, rouvert après rénovation en 2010[30].

### Personnalités liées à la commune
- François de Beaucaire de Péguillon (1514-1591), cardinal, évêque de Metz, né au château de La Creste à Audes et inhumé en l'église d'Audes, où l'on peut voir son tombeau.
- Florentin Bonnet (1894-1929), aviateur, né à Audes.
- François Mitterrand, dont le grand-père Gilbert Mitterrand, chef de service aux chemins de fer, issu d'une famille berrichonne, est né à Audes le 11 janvier 1844[31].
- Roger Lanzac, dont la grand-mère demeurait dans le bourg.
- Maurice (Jean François Marie) Laboureur (1882-1967), polytechnicien, est natif d'Audes. Il a écrit de nombreux ouvrages, seul ou avec des collaborateurs, notamment durant la première moitié du XXe siècle. Citons son Cours de calcul algébrique, différentiel et intégral. Leçons de mathématiques à l’usage des ingénieurs, édité chez Charles Béranger en 1913. Il a connu plusieurs éditions jusqu’en 1968.